# Reziprokes Gitter
Das reziproke Gitter (lateinisch reciprocus ‚aufeinander bezüglich‘, ‚wechselseitig‘) ist eine Konstruktion der Kristallographie und Festkörperphysik.
In der Kristallographie beschreibt das reziproke Gitter die Röntgen-, Elektronen- und Neutronenbeugung an Kristallen, z. B. in der Laue-Bedingung. Das Röntgen-Beugungsbild eines Kristalls ist im Gegensatz zum mikroskopischen Bild nicht das direkte Bild des Kristallgitters selbst, sondern das Bild des reziproken Gitters, das dem Kristallgitter zugeordnet ist.
In der Festkörperphysik wird das reziproke Gitter mit leicht veränderter Definition verwendet (Faktor {\displaystyle 2\pi }) und als reziproker Raum bezeichnet. Als zugehöriger Fourierraum des Kristallgitters kommt ihm eine herausragende Bedeutung zu. Im Gegensatz zu den Vektoren des Kristallgitters haben die Vektoren des reziproken Gitters die Dimension einer inversen Länge.

## Definitionen
Ein 3-dimensionales Punktgitter wird durch drei Basisvektoren {\displaystyle {\vec {a}}_{1}}, {\displaystyle {\vec {a}}_{2}} und {\displaystyle {\vec {a}}_{3}} beschrieben. Dieses Gitter wird auch reales oder direktes Gitter genannt. Die Basisvektoren {\displaystyle {\vec {b}}_{1}}, {\displaystyle {\vec {b}}_{2}} und {\displaystyle {\vec {b}}_{3}} des zu diesem Gitter reziproken Gitters ergeben sich aus den Gleichungen:
| Kristallographie | Festkörperphysik |
| --- | --- |
| {\displaystyle {\vec {b}}_{1}={\frac {{\vec {a}}_{2}\times {\vec {a}}_{3}}{{\vec {a}}_{1}\cdot ({\vec {a}}_{2}\times {\vec {a}}_{3})}}} | {\displaystyle {\vec {b}}_{1}=2\pi \,{\frac {{\vec {a}}_{2}\times {\vec {a}}_{3}}{{\vec {a}}_{1}\cdot ({\vec {a}}_{2}\times {\vec {a}}_{3})}}} |
| {\displaystyle {\vec {b}}_{2}={\frac {{\vec {a}}_{3}\times {\vec {a}}_{1}}{{\vec {a}}_{1}\cdot ({\vec {a}}_{2}\times {\vec {a}}_{3})}}} | {\displaystyle {\vec {b}}_{2}=2\pi \,{\frac {{\vec {a}}_{3}\times {\vec {a}}_{1}}{{\vec {a}}_{1}\cdot ({\vec {a}}_{2}\times {\vec {a}}_{3})}}} |
| {\displaystyle {\vec {b}}_{3}={\frac {{\vec {a}}_{1}\times {\vec {a}}_{2}}{{\vec {a}}_{1}\cdot ({\vec {a}}_{2}\times {\vec {a}}_{3})}}} | {\displaystyle {\vec {b}}_{3}=2\pi \,{\frac {{\vec {a}}_{1}\times {\vec {a}}_{2}}{{\vec {a}}_{1}\cdot ({\vec {a}}_{2}\times {\vec {a}}_{3})}}} |

Hierbei ist {\displaystyle {\vec {a}}_{1}\cdot ({\vec {a}}_{2}\times {\vec {a}}_{3})} das Volumen der Elementarzelle.
Damit gilt
- {\displaystyle {\vec {a}}_{i}\cdot {\vec {b}}_{j}=\delta _{ij}}, für die kristallographische Definition, und
- {\displaystyle {\vec {a}}_{i}\cdot {\vec {b}}_{j}=2\pi \delta _{ij}}, für die Definition aus der Festkörperphysik,

wobei {\displaystyle \delta _{ij}} das Kronecker-Delta ist. Insbesondere stimmt also das reziproke Gitter im kristallographischen Sinne mit dem dualen Gitter im Sinne der Mathematik überein.
Der Unterschied zwischen beiden Definitionen hat seine Ursache in der unterschiedlichen Darstellung des Streuvorgangs:
- In der Kristallographie wird die einfallende bzw. gestreute Welle in der Regel durch Einheitsvektoren {\displaystyle {\vec {e}}_{0}} bzw. {\displaystyle {\vec {e}}_{s}} beschrieben. In einigen Fällen wird auch die Definition {\displaystyle {\vec {k}}={\frac {\vec {e}}{\lambda }}} verwendet, wobei λ die Wellenlänge der verwendeten Strahlung ist.
- In der Festkörperphysik werden zur Beschreibung von Wellen generell die Wellenvektoren {\displaystyle {\vec {k}}=2\pi {\frac {\vec {e}}{\lambda }}} verwendet.

Im Folgenden wird wenn nicht anders vermerkt die kristallographische Definition benutzt.
Trägt man die Basisvektoren des realen Gitters (in kartesischen Koordinaten) in die Spalten einer Matrix {\displaystyle A} ein, so lässt sich durch Transposition und Inversion eine Matrix {\displaystyle B} berechnen, die als Spalten die Basisvektoren des reziproken Gitters enthält. In kristallographischer Definition (ohne den Faktor {\displaystyle 2\pi }):
{\displaystyle B=(A^{T})^{-1}}

### Eigenschaften der Basisvektoren
- Ein Basisvektor bi des reziproken Gitters steht senkrecht auf den beiden anderen Vektoren des realen Gitters. Seine Länge hängt von den Winkeln zwischen den realen Basisvektoren a ab. Stehen diese alle senkrecht aufeinander (kubische, tetragonale und orthorhombische Gitter), so beträgt seine Länge 1/ai.
- Die Koordinaten eines Punktes des reziproken Gitters werden in der Regel mit h,k,l bezeichnet.
- Das zu einem reziproken Gitter reziproke Gitter ist wieder das entsprechende reale Gitter. (Das gilt nur für die kristallographische Definition ohne den Faktor 2π.)
- Das reziproke Gitter eines Bravais-Gitters gehört zum gleichen Kristallsystem wie das reale Gitter, kann aber eine andere Zentrierung haben:

| Reales Gitter                                 | Reales Gitter | Reziprokes Gitter                             | Reziprokes Gitter |
| --------------------------------------------- | ------------- | --------------------------------------------- | ----------------- |
| Bezeichnung                                   | Abk.          | Bezeichnung                                   | Abk.              |
| Primitiv                                      | P             | Primitiv                                      | P                 |
| Basiszentriert (Einseitig flächenzentriert)   | A, B, C       | Basiszentriert (Einseitig flächenzentriert)   | A, B, C           |
| Flächenzentriert (Allseitig flächenzentriert) | F             | Innenzentriert (Raumzentriert)                | I                 |
| Innenzentriert (Raumzentriert)                | I             | Flächenzentriert (Allseitig flächenzentriert) | F                 |

## Verwendung in der Kristallographie

### Zusammenhang mit den Millerschen Indizes
Ein Vektor (h,k,l) des reziproken Raums steht senkrecht auf der Schar von Netzebenen mit den Millerschen Indizes (hkl). Die Länge des Vektors ist gleich dem Reziproken des Abstandes der Netzebenen.
Daraus folgt, dass im reziproken Gitter auch die Punkte, deren Koordinaten ein gemeinsames Vielfaches besitzen, eine Bedeutung haben: die mit (100) und (200) bezeichneten Scharen von Netzebenen liegen parallel zueinander, die Netzebenen der Schar (200) haben aber nur halb so großen Abstand wie die der Schar (100).

### Bragg-Gleichung und Laue-Bedingung
Die Bragg-Gleichung liefert einen Zusammenhang zwischen dem Netzebenenabstand {\displaystyle d_{hkl}} und dem Beugungswinkel {\displaystyle \vartheta }. Sie gilt nur, wenn der einfallende und der gestreute Strahl symmetrisch zur „reflektierenden“ Netzebenenschar {\displaystyle (h,k,l)} verlaufen, und lautet:
{\displaystyle n\lambda =2d_{hkl}\,\sin(\vartheta )}
In dieser Form liefert sie keine Aussagen über die Richtungen der Netzebenen und der einfallenden und gestreuten Welle zueinander.
Beschreibt man die einfallende Welle mit {\displaystyle {\vec {k}}_{0}={\frac {{\vec {e}}_{0}}{\lambda }}} und die gestreute Welle mit {\displaystyle {\vec {k}}_{s}={\frac {{\vec {e}}_{s}}{\lambda }}}, so erhält man die zur Bragg-Gleichung äquivalente Laue-Bedingung:
{\displaystyle {\vec {k}}={\vec {k}}_{s}-{\vec {k}}_{0}={\vec {G}}_{h,k,l}}
Dabei ist
- {\displaystyle {\vec {k}}} der Beugungsvektor und
- {\displaystyle {\vec {G}}_{h,k,l}} der Vektor (h,k,l) des reziproken Gitters.

Allgemein bedeutet diese Gleichung: ein Röntgenstrahl wird genau dann gestreut, wenn der Beugungsvektor {\displaystyle {\vec {k}}} gleich einem reziproken Gittervektor ist. Dieser Zusammenhang wird mit der Ewaldkugel anschaulich dargestellt.

### Historisches
Das polare Gitter („réseau polaire“) als Vorläufer des reziproken Gitters wurde bereits von Auguste Bravais im Rahmen seiner Arbeit über Punktgitter behandelt.
Josiah Willard Gibbs führte 1881 den Begriff des reziproken Systems („reciprocal system“) als rein mathematische Konstruktion in seinem Buch Vector Analysis ein. Seine Definition ist identisch mit der oben angegebenen kristallographischen. Paul Peter Ewald war der erste, der dieses Gitter zur Beschreibung von Röntgenreflexen einsetzte. Danach baute er die Theorie weiter aus. Aber erst aufgrund einer Arbeit von John Desmond Bernal wurde diese Konstruktion zur Beschreibung von Braggreflexen allgemein bekannt und etablierte sich.

## Verwendung in der Festkörperphysik
In diesem Abschnitt werden die Wellenvektoren {\displaystyle {\vec {k}}={\frac {2\pi }{\lambda }}{\vec {e}}} wieder grundsätzlich mit einem Faktor {\displaystyle 2\pi } definiert und das Gleiche gilt für die Konventionen des reziproken Gitters.
Allgemein gilt, dass eine gitterperiodische Funktion:
{\displaystyle n({\vec {r}}+{\vec {a}}_{i})=n({\vec {r}})}
mit den Gittervektoren {\displaystyle {\vec {a}}_{i}} eine Fourierzerlegung mit Wellenvektoren als Fourierkomponenten hat, die aus den Vektoren {\displaystyle {\vec {G}}_{j}} des reziproken Gitters bestehen:
{\displaystyle n({\vec {r}})=\sum _{{\vec {G}}_{j}}n_{{\vec {G}}_{j}}\exp {(\mathrm {i} {\vec {G}}_{j}{\vec {r}})}}
da wegen {\displaystyle {\vec {G}}_{i}{\vec {a}}_{j}=2\pi \delta _{ij}\,} gilt:
{\displaystyle \exp {(\mathrm {i} {\vec {G}}_{i}{\vec {a}}_{j})}=1}
Dieser von den Vektoren des reziproken Gitters aufgespannte Raum der Wellenvektoren wird auch reziproker Raum genannt, häufig wird aber auch synonym die Bezeichnung reziprokes Gitter verwendet.
Als Fourierraum des Gitters kommt dem reziproken Raum eine fundamentale Bedeutung in der Festkörperphysik zu. Die Dimension der Vektoren des reziproken Raums ist die einer umgekehrten Länge. Die oben beschriebene Beugung von Röntgenstrahlen mit der Laue-Bedingung {\displaystyle {\vec {k}}={\vec {k}}'+{\vec {G}}} (mit den Wellenvektoren k, k' des Photons vor und nach der Streuung und dem reziproken Gittervektor G) liefert ein direktes Bild des reziproken Gitters.

### Bloch-Funktion
Ein weiteres Beispiel für die Bedeutung des reziproken Raums bzw. Gitters ist die Bloch-Funktion und der Satz von Bloch, dass die Lösungen der Schrödingergleichung im periodischen Potential des Gitters als Produkt einer ebenen Welle und einer gitterperiodischen Funktion {\displaystyle u_{\vec {k}}({\vec {r}})} geschrieben werden können:
{\displaystyle \psi ({\vec {r}})=\mathrm {e} ^{\mathrm {i} {\vec {k}}\cdot {\vec {r}}}\cdot u_{\vec {k}}({\vec {r}})}
Da die Funktion {\displaystyle u_{\vec {k}}({\vec {r}})} gitterperiodisch ist, kann sie als Fouriersumme über Vektoren des reziproken Gitters geschrieben werden.

### Wechselwirkung von Quasiteilchen
Eine weitere Anwendung ist die Wechselwirkung von Quasiteilchen wie quantisierten Gitterschwingungen (Phononen). Diese besitzen einen Wellenvektor {\displaystyle {\vec {k}}} und einen Impuls {\displaystyle \hbar {\vec {k}}}. Streut zum Beispiel ein Elektron mit Wellenvektor {\displaystyle {\vec {k}}} mit einem Phonon mit Wellenvektor {\displaystyle {\vec {q}}}, so gilt folgende Auswahlregel:
{\displaystyle {\vec {k}}+{\vec {q}}={\vec {k}}'+{\vec {q}}'+{\vec {G}}}
wobei {\displaystyle {\vec {G}}} ein Vektor des reziproken Gitter ist.
Die Impulserhaltung gilt hier also bis auf Addition eines Vektors des reziproken Gitters, und die betrachteten Impulse heißen auch Quasi- oder Kristallimpulse.
Da im Gitter der Wellenvektor eines Quasiteilchens wie eines Phonons nur bis auf Vektoren des reziproken Gitters festgelegt wird, genügt es, die Wellenvektoren in der ersten Brillouin-Zone zu betrachten. Sie ist die Wigner-Seitz-Zelle des reziproken Gitters. In einer Dimension entspricht die erste Brillouinzone Wellenvektoren {\displaystyle k<{\frac {\pi }{a}}}. Hat ein Phonon einen größeren Wellenvektor, so kann von ihm so oft ein Vektor {\displaystyle \left({\frac {2\pi }{a}}\right)} des reziproken Gitters abgezogen werden, bis der Wellenvektor im Bereich {\displaystyle \pm {\frac {\pi }{a}}} liegt, ohne dass sich an der Physik etwas ändert.

### Fachartikel
- Dorothy G. Bell: Group Theory and Crystal Lattices. In: Reviews of Modern Physics. Band 26, Nr. 3, 1. Juli 1954, S. 311–320, doi:10.1103/RevModPhys.26.311.

### Fachbücher
- Will Kleber, Joachim Bohm, Detlef Klimm, Manfred Mühlberg, Björn Winkler: Einführung in die Kristallographie. De Gruyter, 2020, ISBN 978-3-11-046024-7, doi:10.1515/9783110460247.

### Klassiker oder Andere
- Martin J. Buerger: Kristallographie: Eine Einführung in die geometrische und röntgenographische Kristallkunde. DE GRUYTER, 1977, ISBN 978-3-11-004286-3, doi:10.1515/9783110842425.